# كوري جونسون (لاعب كرة سلة)
كوري جونسون (بالإنجليزية: Corey Johnson)‏ (19 أبريل 1996 بدولوث في الولايات المتحدة - ) هو لاعب كرة سلة كندي في مركز هجوم قوي الجسم. لعب مع Básquet Coruña ‏ وKorihait ‏.

## وصلات خارجية
- كوري جونسون على موقع الاتحاد الدولي لكرة السلة (الإنجليزية)
- كوري جونسون على موقع كرة السلة الأوروبية.كوم (الإنجليزية)
- كوري جونسون على موقع كلية كرة السلة في سبورتس رفرنس.كوم (الإنجليزية)
- كوري جونسون على موقع ريلجم (الإنجليزية)
- كوري جونسون على موقع بروبوليرز (الإنجليزية)